# Fitness (бренд)
Fitness, также известный как Fitnesse — торговая марка сухих завтраков и батончиков с мюслями, производимых компаниями Nestlé и Cereal Partners. В Бразилии бренд называется Nesfit.

## Описание
Завтраки Fitness продаются в десятках стран мира, таких как Великобритания, Канада, Мексика, Франция и Гонконг. Также продукция продаётся в странах Европы, Африки, Азии, Океании, Ближнего Востока, Южной Америки и Северной Америки.
Завтраки выпускаются в упаковках размером 30 грамм, 375 грамм, 590 грамм, 700 грамм. Большая часть продукции производится компанией Grain Partners. Ингредиенты включают в себя витамины группы B, шоколад, ваниль, мёд, различные фрукты и йогурт.
В июле 2015 года компания Nestlé обновила свою рецептуру, снизив содержание сахара до 30% без каких-либо искусственных подсластителей.

## В России
В России производство завтраков Fitness началось в 2001 году в Перми на предприятии по производству готовых завтраков.